# Sebilj

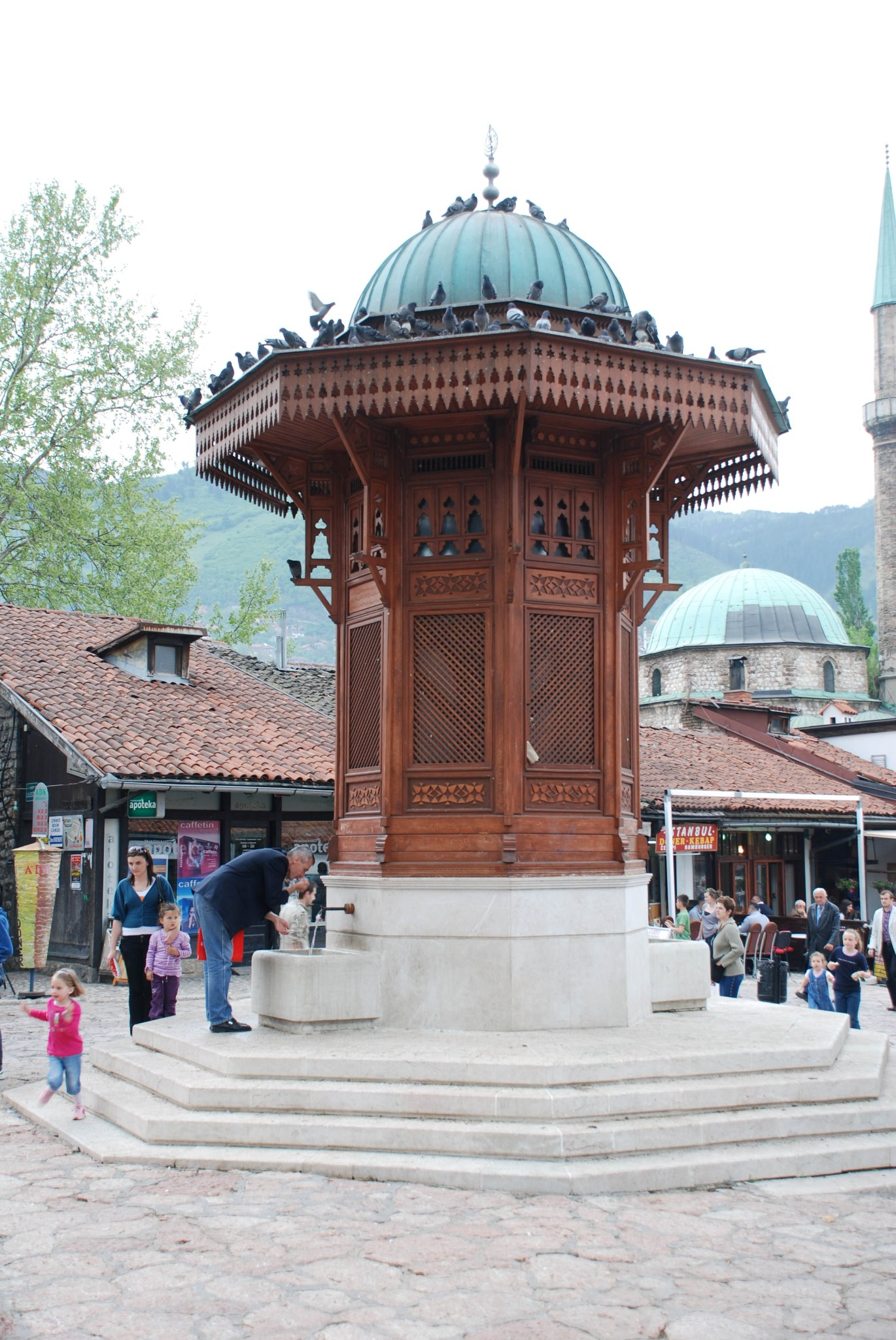
Sebilj

Der Sebilj ist ein öffentlicher Brunnen in Form eines Kiosks in der Mitte des Baščaršija genannten Marktplatzes in der Altstadt von Sarajevo, der Hauptstadt von Bosnien und Herzegowina.
Der Name ist vom arabischen Wort sabīl („Weg“, „Reise“, türkisch sebil) abgeleitet, mit dem öffentliche Brunnen(-häuser) in den vormals zum Osmanischen Reich gehörenden Ländern bezeichnet werden und die sich in Form und Funktion unterscheiden.

## Geschichte und Bedeutung
Der Sebilj war eine gemeinnützige Institution: ein Brunnen in besonderer Ausführung auf dem Marktplatz, an dem der Sebiljaner (Sebiljedzija) Wasser kostenlos an die Reisenden verteilte. 
Der Sebilj in Sarajevo wurde 1891 nach dem Entwurf von Alexander Wittek oder Josip Vančas errichtet. Der 1754 vom bosnischen Vizir Mehmed-paša Kukavica erbaute Sebilj brannte im Jahre 1852 völlig nieder und lag ein Stück weiter entfernt vom heutigen.
Der Sebilj steht heute inmitten der Baščaršija. Der ehemalige Brunnen ist bekannt für die ständige Umlagerung von Tauben. Alte Männer verkaufen hier Taubenfutter.
Ein Sprichwort sagt, dass jeder Reisende, der aus diesem Brunnen trinkt, irgendwann Sarajevo wieder bereisen wird.